# 칭하이 무상사

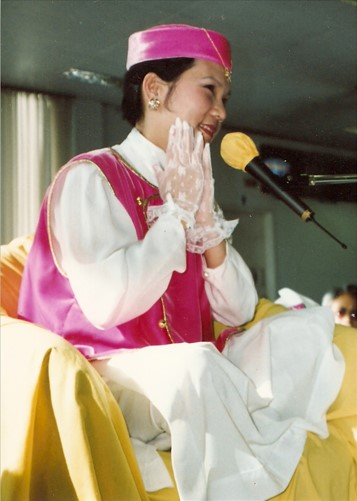
칭하이(1993년)

칭하이 무상사(베트남어: Thanh Hải Vô Thượng Sư 타인하이보트엉스[*], 중국어: 淸海無上師 칭하이우상스[*], 영어: Supreme Master Ching Hai 슈프림 마스터 칭 하이[*], 1950년 5월 12일~)는 베트남 출신의 여성 신흥종교 지도자이다. 본명은 찐당후에(베트남어: Trịnh Đăng Huệ)이다.
베트남국(남베트남)에서 화교 아버지와 베트남인 어머니의 딸로 태어나 유럽으로 이민갔고, 인도와 대만에서 종교 수행 등을 거쳐 불교와 인도 철학 등이 섞인 신흥종교를 창시하고, 칭하이 무상사 국제협회를 만들어 자연보호와 채식주의 활동을 하고 있다. 이들의 종교 수행법은 관음법문이라고 한다. 러빙헛(Loving Hut)이라는 채식식당이 유명하다.